# Pordenone
Denna artikel handlar om staden Pordenone. Se också den tidigare provinsen Pordenone (provins).
Pordenone är en stad och kommun i regionen Friuli-Venezia Giulia, norra Italien. Porderone var administrativ huvudort för provinsen Pordenone som upphörde 2017. Pordenone gränsar till kommunerna Azzano Decimo, Cordenons, Fiume Veneto, Pasiano di Pordenone, Porcia, Prata di Pordenone, Roveredo in Piano, San Quirino och Zoppola.

## Externa länkar

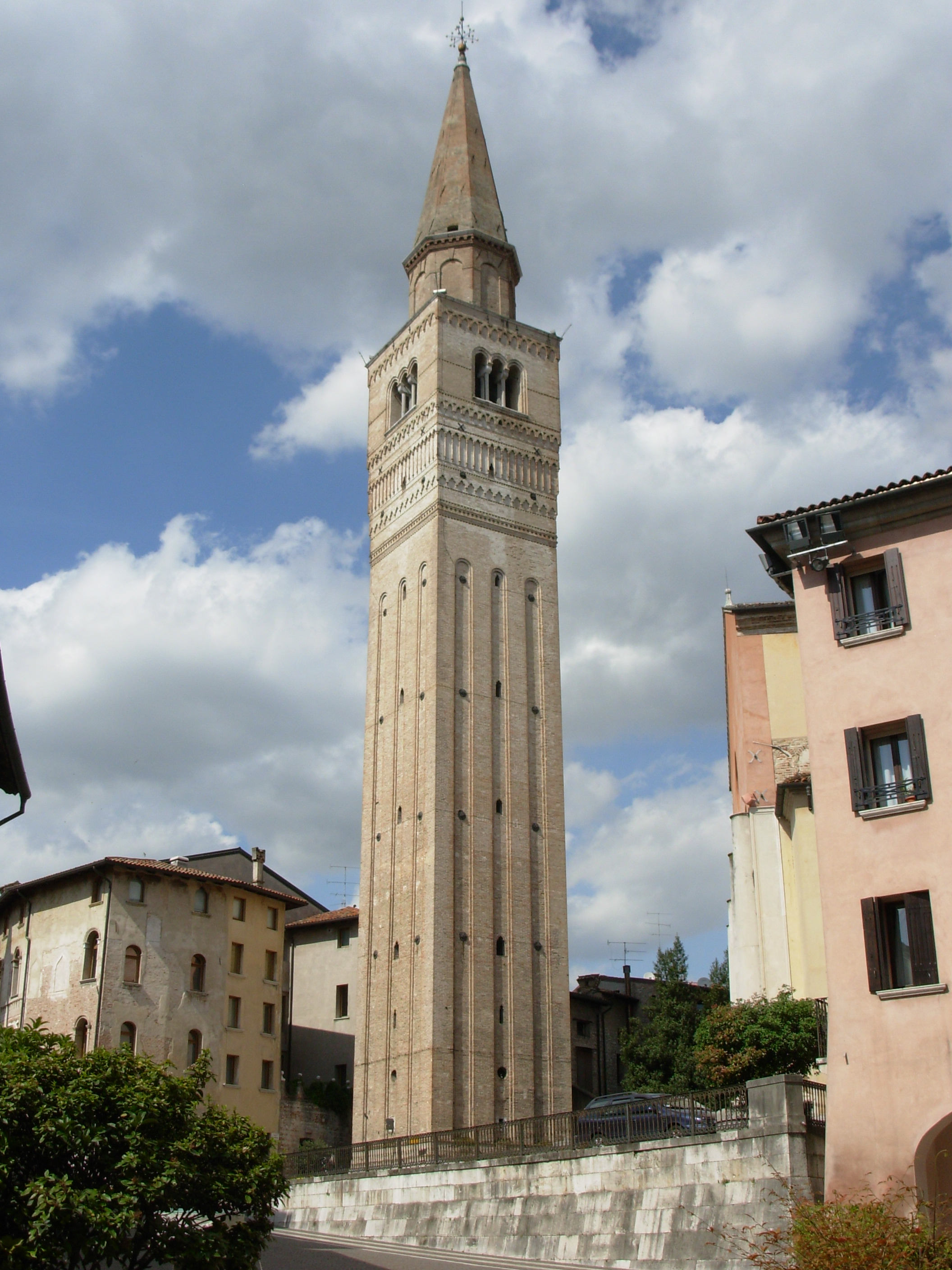
Kampanilen i Porderone